# Pierre-Marie Puech

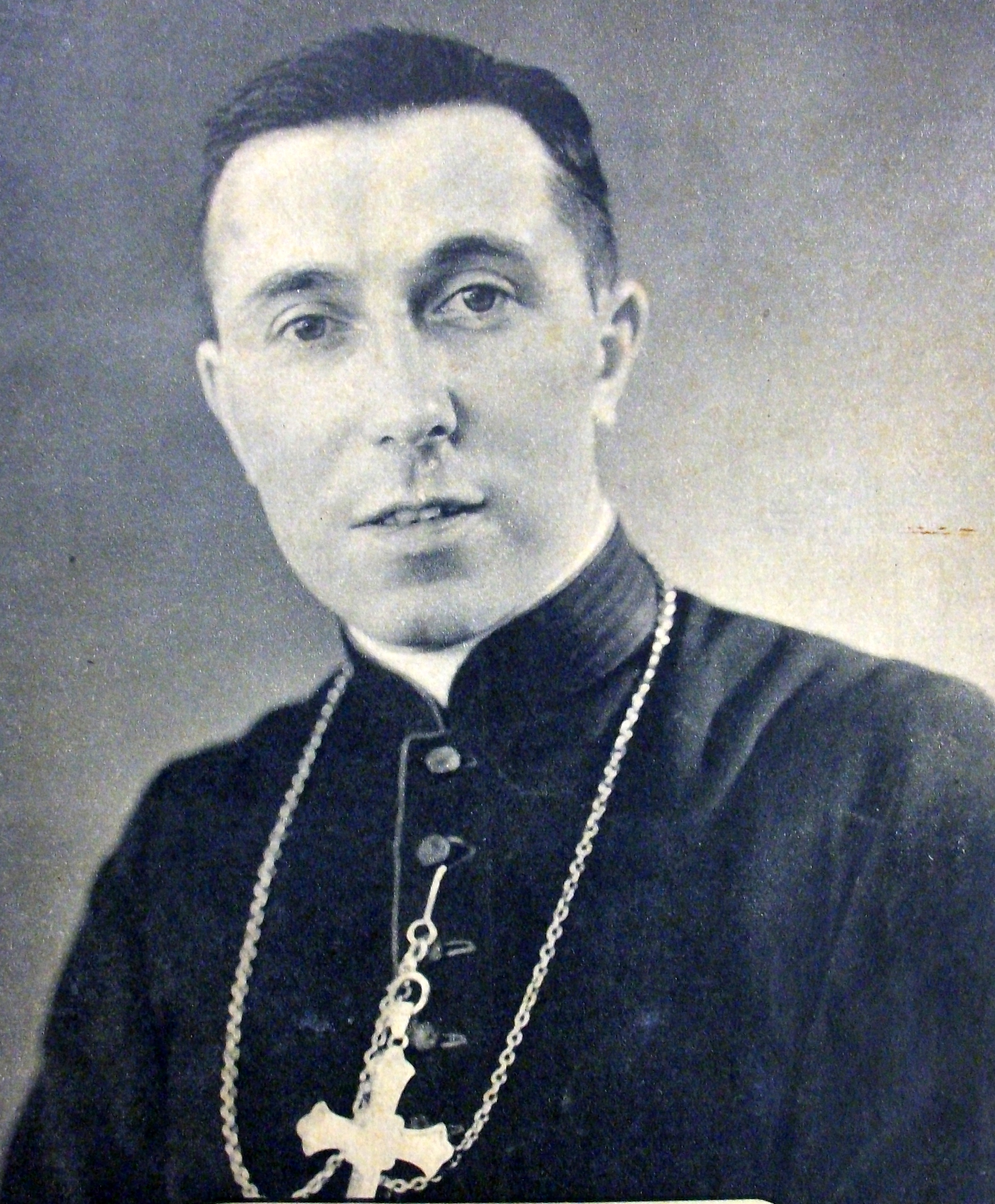
Bischof Pierre-Marie Puech

Pierre-Marie Puech (* 8. März 1906 in Mazamet; † 1. Januar 1995 in Carcassonne) war ein französischer römisch-katholischer Geistlicher und Bischof.

## Leben
Pierre-Marie Joseph Puech wurde 1930 im Bistum Albi zum Priester geweiht. Als Leiter des Kleinen Seminars (Priesteranwärterseminars) in Castres beteiligte er sich in den Jahren von 1941 bis 1944 aktiv an der Rettung jüdischer Heranwachsender und Erwachsener vor der judenfeindlichen Gesetzgebung des Vichy-Regimes und wurde dafür 1992 mit dem Ehrentitel Gerechter unter den Völkern ausgezeichnet. 1947 wurde er in seinem Bistum zum Weihbischof (und zum Titularbischof von Doliche) ernannt. Von 1952 bis 1982 war er Bischof von Carcassonne. Er starb 1995 im Alter von 88 Jahren.

## Veröffentlichungen
- Témoignages… pour l'histoire. Siloë, Carcassonne 1991. (autobiographisch)